# Otatara
Otatara ist eine frühere Stadt im heutigen Stadtgebiet von Invercargill City auf der Südinsel von Neuseeland.

## Geographie
Die Stadt, die heute ein Stadtteil von Invercargill darstellt, befindet sich rund 4 km südwestlich des Stadtzentrums von Invercargill und rund 8 km nordnordöstlich des Mündungsgebietes des New River Estuary in die Foveaux Strait. Westlich von Otatara fließt der Oreti River nach Süden und mündet südlich des Stadtteils in das New River Estuary.
Zwischen Otatara und dem Stadtzentrum von Invercargill befindet sich der Invercargill Airport.

## Bevölkerung
Zum Zensus des Jahres 2013 zählte Otatara 2541 Einwohner, 4,3 % mehr als zur Volkszählung im Jahr 2006.

## Umweltengagement
In Otatara wurde 1999 von Naturschützern die Otatara Landcare Group mit dem Ziel gegründet, sich für Umwelt und Natur in Otatara, New River Estuary, Sandy Point und Oreti Beach einzusetzen.